# 大连医科大学附属第二医院
大连医科大学附属第二医院创立于1958年3月，是一所集医疗、科研、教学、预防、保健、康复为一体的大型综合三级甲等医院，位于中华人民共和国辽宁省大连市沙河口区中山路467号，拥有床位3700张，现有员工4514人。